# Antoine Court
Antoine Court, född 17 maj 1695, död 1760, var en fransk reformert präst.
Court var den som räddade den evangeliska kyrkan i Frankrike från att helt gå under i hugenottförföljelserna. Genom sin envishet lyckades han hålla ihop kyrkan, och återställde den gala synodalförfattningen, och ordinerades själv till reformert präst, den förste efter upphävandet av ediktet i Nantes 1685. I Lausanne upprättade han 1726 ett prästseminarium och ledde utländska protestantiska staters uppmärksamhet på protestanternas förföljelse i Frankrike.